# Nicholas John Shackleton
Pour les articles homonymes, voir Shackleton.
Sir Nicholas John Shackleton (né le 23 juin 1937 à Chelsea, décédé le 24 janvier 2006 à Cambridge) est un géologue et climatologue britannique, spécialiste du quaternaire. Il est également un collectionneur reconnu d'instruments de musique à vent, plus précisément de clarinettes anciennes.

## Biographie
Shackleton est le petit-neveu de l'explorateur Ernest Shackleton et le fils du géologue Robert Shackleton. Il obtient un bachelor en physique et un Ph.D. en géochimie du Clare College de l'université de Cambridge. Il passe toute sa carrière dans cette université au département des sciences de la Terre
Shackleton est une des grandes figures de la paléo-océanographie et l'un des pionniers de la spectrométrie de masse pour déterminer les changements climatiques enregistrés dans le ratio des isotopes de l'oxygène présent dans des fossiles du quaternaire. Il a aussi mis en évidence un inversion du champ magnétique terrestre il y a 780 000 ans. Il est le plus connu du grand public par sa contribution à l'article de Hayes, Imbrie et Shackleton qui montre, en utilisant des analyses des sédiments océaniques, des corrélations entre les oscillations climatiques et les variations de l'orbite terrestre (voir paramètres de Milankovitch). Ce qui ne remet nullement en cause le réchauffement climatique global.
Son travail ultérieur se focalise sur la création d'échelles de temps précises basées sur les corrélations entre les cycles périodiques observés dans les sédiments océaniques profonds et le calcul de l'ensoleillement à une latitude données. Ces travaux permettent une meilleure précision stratigraphique que les autres méthodes de datation et permettent d'éclaircir la rapidité et les mécanismes des changements climatiques.

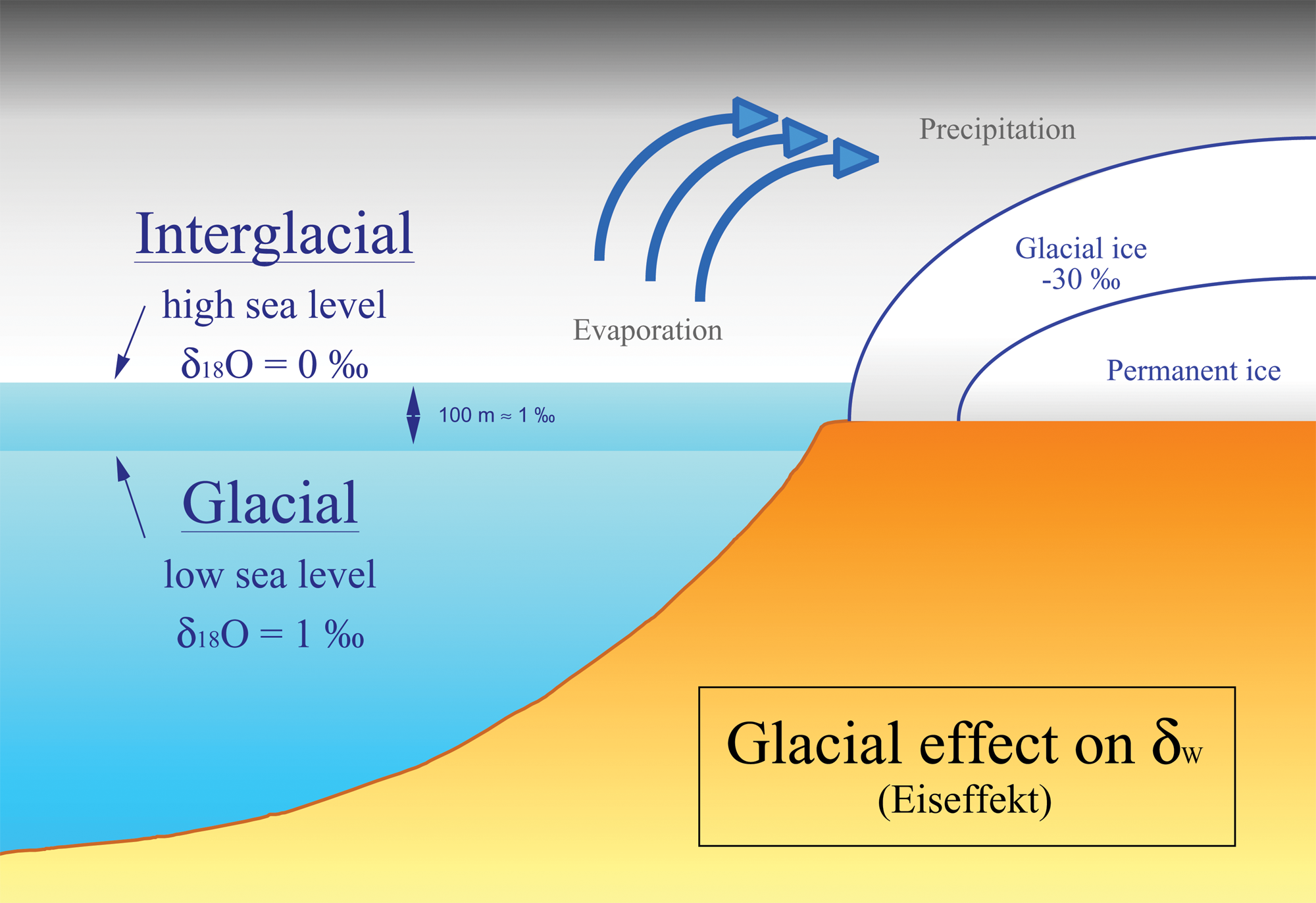
Changement de l'abondance des isotopes de l'oxygène dans les océans en fonction du volume de glace durant les périodes glaciaires.

En 2000 il publie une étude sur la relation entre l'abondance d'isotope d'oxygène dans les sédiments océaniques et ceux capturés dans la glace de l'antarctique. Cette étude a aidé à connaître les contributions relatives du changement de température des eaux profondes et du volume de glace sur l'abondance isotopique dans le milieu marin, et a aussi permis de mettre en lumière l'interdépendance entre le niveau de dioxyde de carbone et les changements de température durant les 400 000 dernières années.
En 1995 Shackleton devient directeur du Godwin Institute of Quaternary Research, il est fait chevalier en 1998.

## Collectionneur de clarinettes
Shackleton était également un clarinettiste amateur compétent et un collectionneur d'instruments à vent. Au cours de sa vie, il a amassé une grande collection de clarinettes et d'instruments connexes. Sa maison de Cambridge est devenue un lieu de pèlerinage pour de nombreux musiciens et chercheurs. Shackleton était internationalement connu en tant qu'organologue, comme en témoignent ses nombreux articles de journaux, ainsi que ses contributions aux éditions de 1980 et 2001 du Grove's Dictionary of Music and Musicians, ainsi qu'au Grove Dictionary of Musical Instruments. La majeure partie de l'importante collection d'instruments de Shackleton, qui comptait plus de 700 instruments, a été léguée à l'Université d'Édimbourg avec une dotation,. Une partie de la collection est maintenant exposée au Reid Concert Hall, dans le cadre de la collection d'instruments de musique historiques de l'université d'Édimbourg. La collection a été décrite dans un catalogue publié.
En plus de sa réputation dans le monde scientifique, Shackleton était très respecté par de nombreux musiciens et était l'ami de beaucoup de ceux qui ont étudié à Cambridge, y compris Christopher Hogwood qui a logé chez lui pendant plusieurs années. Les copies de qualité, réalisées par le fabricant de Cambridge Daniel Bangham, de nombreuses clarinettes de la collection de Shackleton, ont eu un impact significatif sur l'interprétation historiquement informée à partir des années 1980, et continuent d'être utilisées par des interprètes de premier plan aujourd'hui.

## Récompenses
- Membre de la Royal Society depuis 1985,
- médaille Lyell en 1987,
- prix Crafoord en 1995 conjointement avec Willi Dansgaard,
- médaille Wollaston en 1996,
- chevalier en 1998,
- médaille Milankovitch en 1999,
- médaille royale en 2003,
- prix Vetlesen en 2004,
- prix Blue Planet en 2005.